# Salomè I
Salomè I (65 a.C. – 10) era figlia di Erode Antipatro e quindi sorella di Erode il Grande.
     Territorio di Erode Archelao, dal 6 Giudea
     Territorio di Erode Antipa
     Territorio di Erode Filippo II
     Territorio di Salomè I
     Provincia romana della Siria
     Città autonome della Decapoli

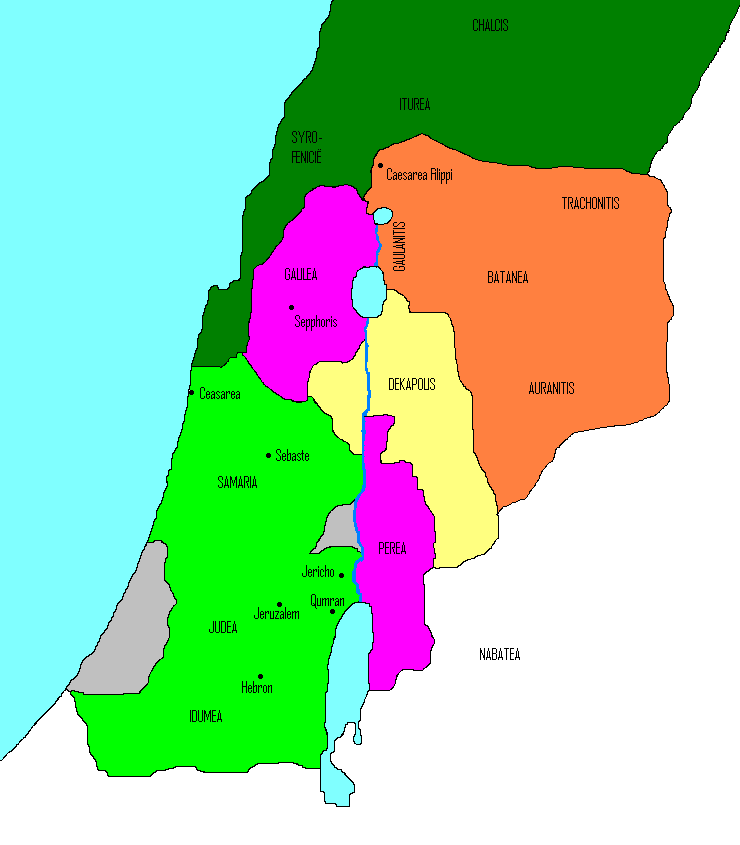
Suddivisione del regno di Erode il Grande alla sua morte:
Territorio di Erode Archelao, dal 6 Giudea
Territorio di Erode Antipa
Territorio di Erode Filippo II
Territorio di Salomè I
Provincia romana della Siria
Città autonome della Decapoli

Prese parte a molti intrighi che afflissero la sua famiglia, riuscendo a non perdere la fiducia del fratello Erode. Schernita dall'aristocrazia di Gerusalemme perché figlia di un plebeo, Salomè male accolse l'alleanza del fratello con la famiglia degli Asmonei. Secondo Flavio Giuseppe, fece giungere all'orecchio del fratello vari pettegolezzi sul loro conto, che lo portarono a far giustiziare Mariamne e i due figli da lei avuti. Uno di loro, Aristobulo, era addirittura diventato suo genero.
Tentò di convincere Erode a favorire Antipatro III (suo primogenito), dovendo anche minacciare di uccidersi per ritardarne la sua esecuzione. Infine, disobbedì astutamente al suo comando di uccidere gli anziani ebrei che aveva detenuto non appena il fratello morì. In eredità ottenne quattro città (Iamnia, Azoto, Faselide e Ascalona) e le relative rendite.
Sposata a Costobaro, governatore dell'Idumea, fu madre della principessa Berenice.